# Robinson Souttar

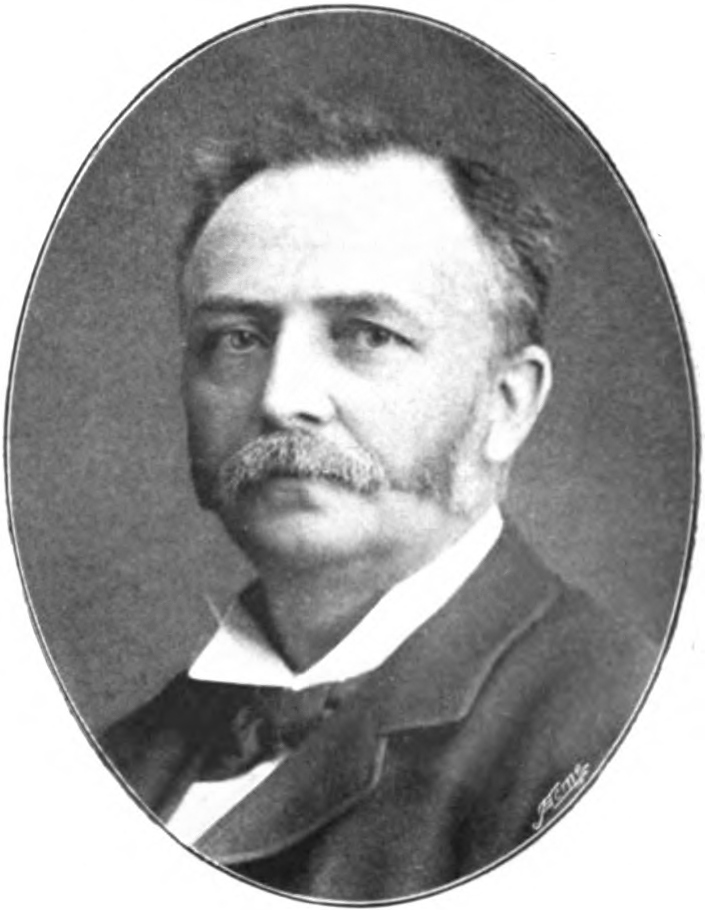
Robinson Souttar

Robinson Souttar (23 de outubro de 1848 – 4 de abril de 1912) foi um político britânico filiado ao partido liberal.
Concorreu ao Parlamento nas eleições gerais de 1982, onde não obteve sucesso. Em 1985 foi eleito membro do Parlamento derrotando o até então membro William Maxwell por uma maioria de 13 votos.. Maxwell retomou o assento em 1990 e Souttar não voltou a concorrer.